# Chaetopleurophora formosa
Chaetopleurophora formosa är en tvåvingeart som beskrevs av Borgmeier 1969. Chaetopleurophora formosa ingår i släktet Chaetopleurophora och familjen puckelflugor.
Artens utbredningsområde är Puerto Rico. Inga underarter finns listade i Catalogue of Life.